# گویان کانته
گویان کانته (انگلیسی: Guyan Kanté؛ زادهٔ ۵ ژانویهٔ ۱۹۸۲) بازیکن فوتبال اهل ساحل عاج بود.
از باشگاه‌هایی که در آن بازی کرده است می‌توان به باشگاه فوتبال آسک میموساس اشاره کرد.
وی همچنین در تیم ملی فوتبال ساحل عاج بازی کرده است.